# Trzebieńczyce
Trzebieńczyce – wieś w Polsce położona w województwie małopolskim, w powiecie oświęcimskim, w gminie Zator, nad Skawą. W miejscowości znajduje się nieczynny przystanek kolejowy Trzebieńczyce linii 103 (Trzebinia – Skawce).
W latach 1975–1998 miejscowość administracyjnie należała do województwa bielskiego.
Początkowo stanowiła własność książęcą potem królewską. Wieś należała do trzech (wojów) potomków Bienia, nazywana również wsią „trzech Bieńczyców" czego prawdopodobnie utarła się nazwa Trzebieńczyce.

## Nazwa
Nazwę miejscowości w zlatynizowanej staropolskiej formie Trzebyenczycze villa wymienia w latach 1470–1480 Jan Długosz w księdze Liber beneficiorum dioecesis Cracoviensis.

## Części wsi
| SIMC    | Nazwa | Rodzaj    |
| ------- | ----- | --------- |
| 0076977 | Węgry | część wsi |

## Zabytki
Obiekt wpisany do rejestru zabytków nieruchomych województwa małopolskiego.
- Średniowieczna osada.

## Osoby związane z miejscowością
- Maksymilian Milan-Kamski